# Katona Lajos (kohómérnök)
Katona Lajos (Nagybánya, 1866. április 21. – Budapest, 1933. július 4.) kohómérnök.

## Életpályája
Szülei: Katona Lajos (1829–1902) és Szobonya Karolina voltak. 1889-ben végzett a Selmecbányai Akadémia hallgatójaként. Az osztrák-magyar államvasút társaság resicabányai vasműveinek szolgálatába lépett, s ott a nagyolvasztók főnöke lett. 1905-ben kilépett és magánmérnöki irodát nyitott. Tanulmányútjai során Európa és az USA csaknem minden nevezetesebb kohóművét meglátogatta. Utóbb a Ganz Vagon és Gépgyár acél- és vagonműhelyének főnöke lett.
Különösen a vaskohászat és a hengerlés kérdéseivel foglalkozott. Újszerű meglátásairól, újításairól beszámoló tanulmányait külföldi szakfolyóiratok is átvették. Elméleti síkon bebizonyította a közvetlen acélgyártás lehetőségét. Elgondolásait később a svéd és amerikai kísérletek a gyakorlatban is igazolták.

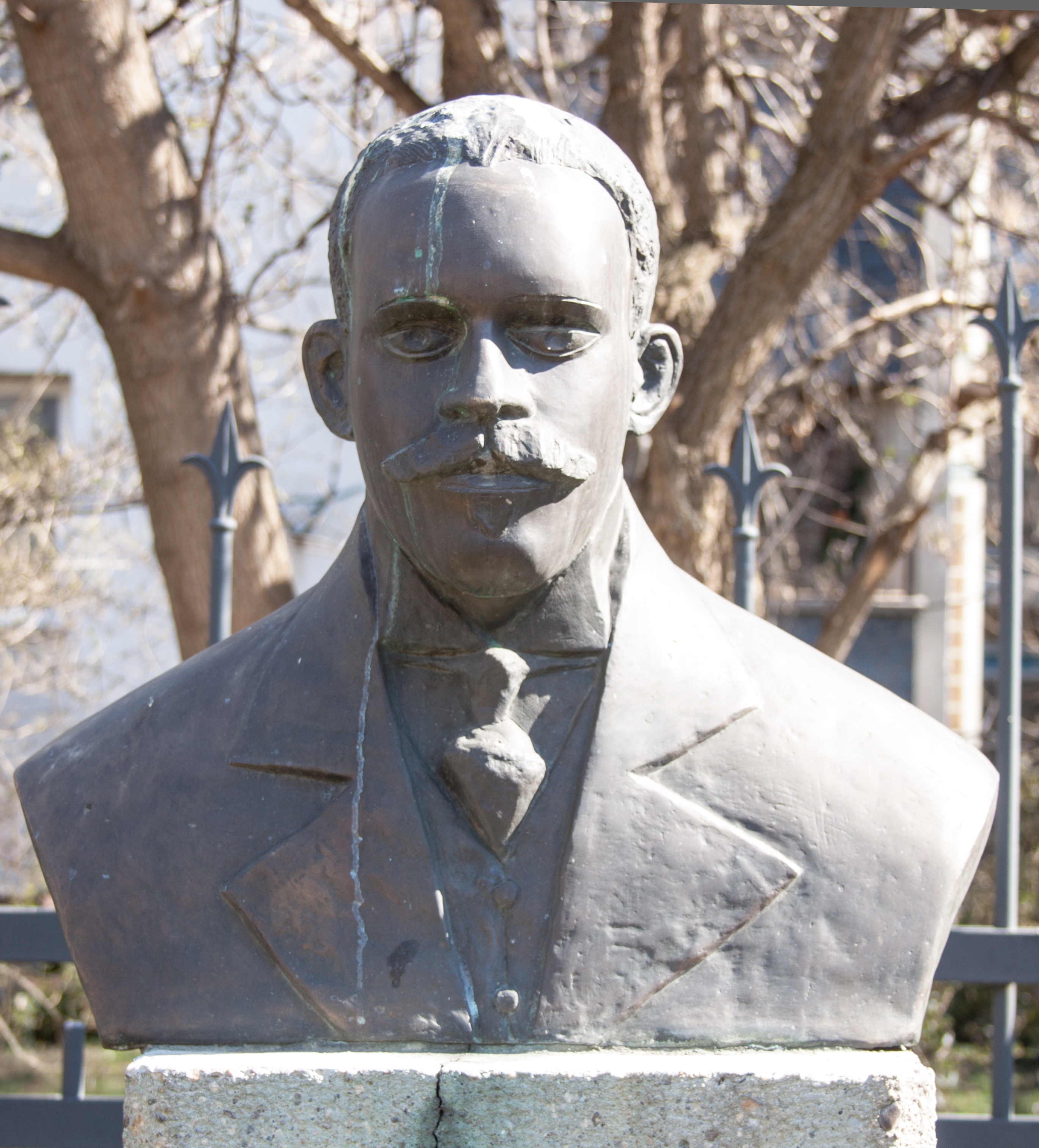
Szobra az Öntödei Múzeum kertjében. Balás Eszter alkotása, 1984

## Művei
- Új alap a vas és acél gyártására közvetlenül az ércekből (Bányászati és és Kohászati Lapok, 1907)